# تلاعة

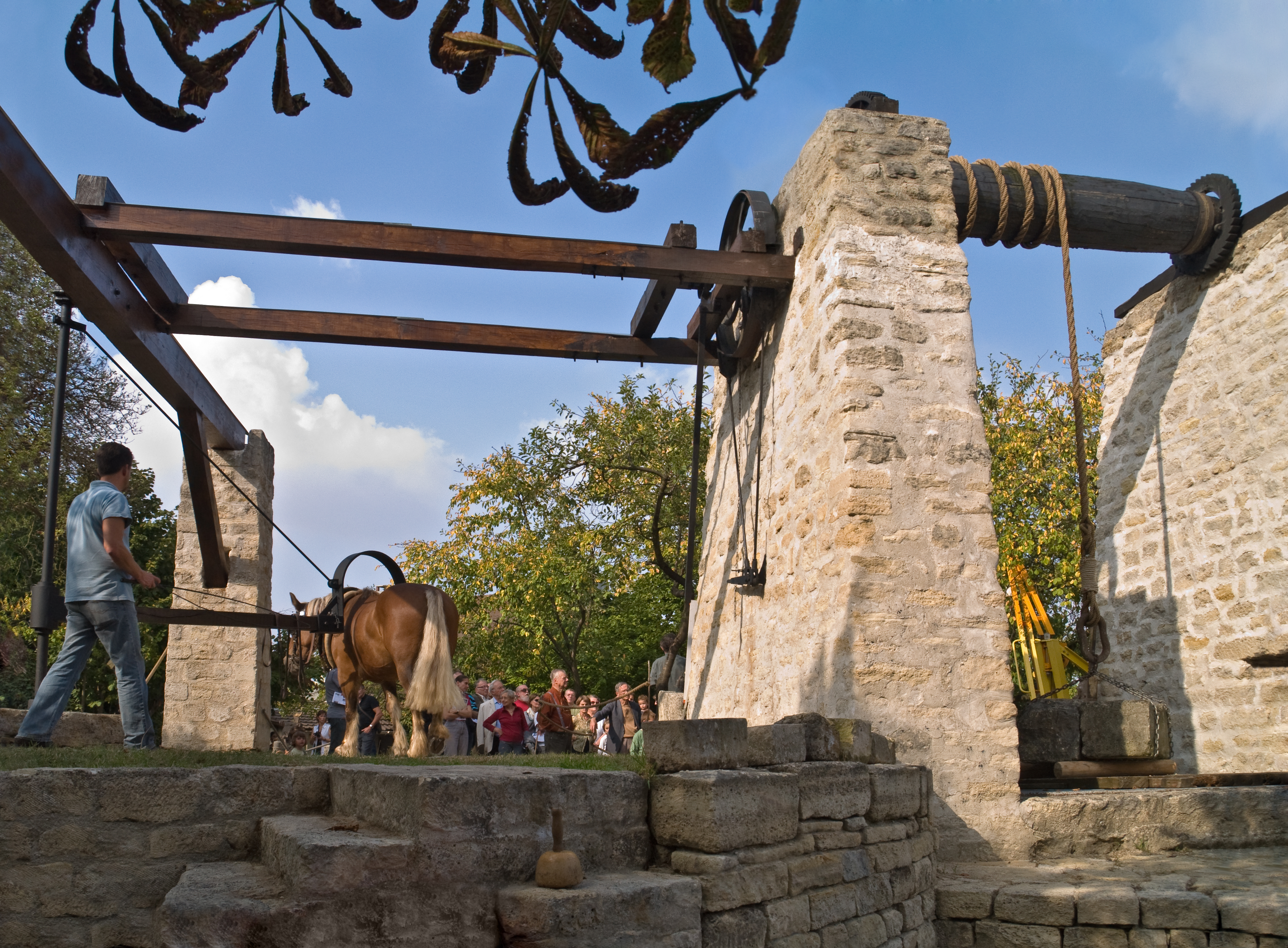
تلاعة مقلع يجرّها حيوان.

التَّلَّاعة (من الجذر «تلع» الذي يفيد العلو والارتفاع) أو الدُّولاب (بالإنجليزية: Windlass)‏ هي جهاز لرفع الأوزان الثقيلة. تتكون التلاعة عادة من أسطوانة أفقية، يُدوّر بواسطة مرفق أو حزام. يُثَبَّت ملفاف على أحد طرفيها أو كليهما، ويُلف كبل أو حبل حول الملفاف، مما يؤدي إلى سحب ثقل متصل بالطرف المقابل. يمكن العثور على أقدم رسم لتلاعة تستخدم لرفع المياه في كتاب الزراعة الذي نشره المسؤول الصيني وانغ جين [الإنجليزية] من أسرة يوان (1290 - 1333) عام 1313. كان العالم اليوناني أرخميدس مخترع التلاعة.